# آلما (فیلم کوتاه)
آلما انیمشن کوتاهی از رودریگو بلاس انیماتور اهل اسپانیا و یکی از اعضای گروه انیمیشن سازی کمپانی پیکسار است که در اثری مستقل و با بازگشت به سرزمین مادری خویش انیمیشن کوتاه «آلما» را خلق نمود. «آلما» در زبان اسپانیولی به معنی روح است و این انیمیشن کوتاه روایتگر چگونگی به دام افتادن روح توسط بدن می‌باشد.

## خلاصه داستان
داستان از این قرار است که بچه‌ها توسط عروسک‌های داخل مغازه که شبیه خودشان هستند به دام انداخته می‌شوند (وقتی بچه‌ها عروسک‌ها را لمس می‌کنند روحشان درون عروسک‌ها اسیر می‌شود). همچنین اسم‌های نوشته شده روی دیوار روبروی مغازه اسم تمام قربانیانی است که به خاطر حس کنجکاویشان درون عروسک‌ها اسیر شده‌اند. قابل ذکر است «آلما» اولین کار مستقل «رودریگو بلاس» می‌باشد که در سال ۲۰۰۹ برنده ۶ جایزه بین‌المللی شده است.